# Rozalija Sršen
Rozalija Sršen, född 12 juli 1897, död 16 juli 1967, var en slovensk skådespelerska som var med från starten av den amerikanska stumfilmen. 
Rozalija Sršen dök upp i framförallt mer eller mindre biroller. I stumfilmen The wheel of fortune spelade Rozalija Sršen den kvinnliga huvudrollen.
Rozalija Sršen hade ett visst inflytande och påverkan under det glada tjugotalets Amerika. Utöver som skådespelerska var Rozalija Sršen även modell och stilbildare i vissa tidskrifter,illustrationer och böcker. Rozalija Sršen gjorde sig ett mindre namn i Hollywood, som kom att bli artistnamnet Zalla Zarana, som är baserat på hennes olika roller i några av hennes filmer.
Rozalija Sršen var uppväxt under perioden då Slovenien låg under splittringen av Österrike Ungern imperiet. När den federala unionen Jugoslavien blev till och känd under året 1945 var Rozalija Sršen redan utflygen ur landet Slovenien och bosatt i Amerika.
Rozalija Sršen var helt okänd i Slovenien.

## Biografi
Rozalija Sršen föddes i ett slott i Žužemberk. Fadern Matija Sršen var tingsnotarie åt den österrikiska statsförvaltningen (modern var född Zoran i byn Šadinje ). Rozalija Sršens tidiga uppväxt i Slovenien var präglad av fadern Matija Sršens förflyttningar inom sitt ämbete, som kom att nedgraderas.
Kort efter Rozalija Sršens födelse flyttade familjen Sršen till Vipavo sedan till Ljubljana där fadern, Matija Sršen, blev skattetjänsteman. Där fullföljde Rozalija Sršen sin skolgång.
När första världskriget bröt ut flyttade fadern ut till orten Kranj en bit utanför Ljublana där han sedermera slutade som kontorist. Österrike-Ungerska imperiet var så gott som redan i spillror.
1915 var Rozalija Sršen bara 17 år gammal när hon tog båten över Atlanten till sin faster i San Francisco. 
Från början hade hon problem med engelskan, men tog snabbt igen detta genom att läsa böcker och att skriva.
Sommaren 1917 efter att Rozalija Sršen fyllt 20 år, började hon snabbt omge sig av ett litet sammansvetsat sällskap i Los Angeles som höll igång under det glada tjugotalets Amerika. De höll sig allt som oftast uppdaterade runt modevisningar, biografpremiärer och tog för sig av utelivet, samtidigt som teatern började sakta dra sin ridå tillbaka för den stora filmindustrin som var på frammarch.
Den stora inneflugan var charleston och här gällde det att hänga med; klädsel och uteliv såväl som livsstil. De såg till att hålla sig väl framme ute i vimlet när andan föll på. 
Här gällde det att se glad ut med klackarna upp mot taket kombinerat med en karaktär som var stark och självständig, då var detta en merit ute på dansgolvet, vilket Rozalija Sršen hade stora mått av. Detta kunde ibland väcka både avund och beundran. 
Rozalija Sršen höll sig väl framme redan från Hollywood-starten 1918 inom stumfilm. 
1919 spred sig den spanska sjukan över Amerika, som då även Rozalija Sršen tillfälligt insjuknade i. Läkare tillrådde ombyte av luft, då hon så gott som återhämtat sig. 
1920 reste Rozalija Sršen för att besöka sina föräldrar i sitt hemland. Hon gjorde en snabbvisit i både Kranj och Ljubljana, för att sedan besöka Wien, Prag och Berlin, därifrån tillbaks till Kalifornien. 
Vid sin åtkomst till Amerika accepterade hon erbjudandet från en stor dagstidning i Los Angeles Examiner för att posera för modebilder. Dessa foton kom att hamna i illustrationer av olika böcker. Indirekt och oväntat återkom Rozalija Sršen i kontakt med filmmakarna;
Doubleday Productions. Detta följdes av ett ytterligare erbjudanden från ett filmbolag från Chicago för filmen Co reality. Trots att 80 andra skådespelerskor konkurrerat om huvudrollen blev det Rozalija Sršen som fick huvudrollen.
| ”                                           | Jag älskar Hollywood och dess filmer; så jag är fast på dess platser och konst att utan detta kan jag knappt tänka på livet | „ |
| – Rozalija Sršen, i samband med hemkomsten. | |   |

Lewis Stone var en känd skådespelare som medverkade i filmen "The lady who lied" (1925).
Filmerna "The show" (1927)  och "West of Zanzibar" (1928) regisserade Tod Browning, samt den sistnämnda filmen var även den välkände Irving Thalberg med som medregissör, Irving Thalberg producerade filmen "The merry widow" (1925). De bägge, Irving Thalberg och Tod Browning, hade arbetat med Lon Chaney.
Rozalija Sršen drog sig tillbaka då talfilmen kom. Rozalija Sršen hade redan byggt upp ett eget liv i Hollywood. 
Rozalija Sršen dog 1967 i Hollywood,California, USA.

## Filmografi
| Årtal | Titel                | Land | Genre                       | Regissör                                     | Producent Produktion                                                                                                 |
| ----- | -------------------- | ---- | --------------------------- | -------------------------------------------- | --- |
| 1922  | Silver Spurs         | USA  | western                     | Henry McCarty, James Leo Meehan              | Ovid M. Doubleday, Charles W. Mack Doubleday Production Company                                                      |
| 1922  | Black fire           | USA  | western                     | Alan James (as Alvin J. Neitz)               | Sunset Productions                                                                                                   |
| 1923  | The wheel of fortune | USA  | drama teatralisk            | Leslie T. Peacocke                           | Morris R. Schlank Productions                                                                                        |
| 1925  | The lady who lied    | USA  | melodrama novell teatralisk | Edwin Carewe                                 | First National Pictures                                                                                              |
| 1925  | The merry widow      | USA  | drama romantik              | Erich von Stroheim                           | Irving Thalberg, Erich von Stroheim                                                                                  |
| 1926  | Lightning wins       | USA  | thriller                    | Alan James (as Alvin Neitz)                  | Tenneck Pictures |
| 1926  | The Yokel            | USA  | komedi teatralisk           | James D. Davis (as James Davis)              | Snub Pollard Comedies                                                                                                |
| 1927  | The Show             | USA  | drama teatralisk            | Tod Browning                                 | Metro-Goldwyn-Mayer (MGM) (presents) (controlled by Loew's Incorporated) Turner Classic Movies (TCM) (2007) (as TCM) |
| 1927  | Wings                | USA  | krigsdrama romantik         | William A. Wellman, Harry d'Abbadie d'Arrast | B.P. Schulberg Lucien Hubbard, Paramount Famous Lasky Corporation (A Lucien Hubbard Production)                      |
| 1928  | West of Zanzibar     | USA  | mysterium drama teatralisk  | Irving Thalberg, Tod Browning                | Metro-Goldwyn-Mayer (MGM) (presents) (controlled by Loew's Incorporated).                                            |